# Poncirina
La poncirina è il 7-O-neoesperidoside della isosakuranetina. È presente nel frutto dell'arancio trifogliato.